# Human Rights Watch

Human Rights Watch:s logotyp.

Human Rights Watch är en ekonomiskt och partipolitiskt oberoende internationell människorättsorganisation med högkvarter i New York.

## Historia
Human Rights Watch grundades 1978 som "Helsinki Watch" med syfte att bevaka hur regeringarna i Sovjetunionen och östblocket efterlevde överenskommelserna i Helsingforskonferensen, som ägde rum 1975. Organisationen växte och flera andra "watch commitees" bildades, exempelvis "Americas Watch" (1981), "Asia Watch" (1985), "Africa Watch" (1988) och "Middle East Watch" (1989). 1988 samlades de olika organisationerna under ett och samma paraply, som fick sitt nuvarande namn och har sedan dess huvudkontoret i New York. Andra kontor finns i bland annat Bryssel, London, Moskva och Hongkong.

## Organisation
Organisationen har 275 medarbetare med olika yrken och bakgrund, men i regel har de en akademisk examen som till exempel jurister eller journalister. De utreder fall i alla länder, politiskt oberoende av andra organisationer med stöd av donationer från privatpersoner. Forskningsrapporterna presenterar de för bland annat FN och EU, och för massmedia i hela världen. Organisationen styrs av Kenneth Roth (Executive Director) och Jonathan Fanton (Chair).
Organisationens arbete finansieras av donationer från privatpersoner och stiftelser. För att markera sitt oberoende avvisar man kategoriskt direkta och indirekta bidrag från regeringar.

## Engagemang
I synnerhet har Human Rights Watch engagerat sig mot att stater rekryterar barnsoldater, mot barnarbete, gatubarn, hiv/aids-spridningen, tortyr, maktmissbruk av poliser, dödsstraff, användning av multipelvapen, människohandel, brott mot mänskligheten, krigsförbrytelser och rättigheter av HBT samt för akademisk frihet och internationell rättvisa.

## Kritik
Human Rights Watch har anklagats av kritiker för att vara influerat av USA:s regeringspolitik, speciellt när det gäller rapporter från Latinamerika;

, och ignorera antisemitism i Europa eller har rent antisemitiska vinklingar när det gäller den arabisk-israeliska konflikten; och orättvis och vinklad rapportering när det gäller rapportering av mänskliga rättigheter i Eritrea och Etiopien.
Anklagelser vad gäller den arab-israeliska-konflikten finns det många påståenden att HRW är vinklat mot Israel och att be om och acceptera donationer från medborgare i Saudiarabien genom att framhäva deras välkända demonisering av Israel;, de har också anklagats för obalanserade rapporter mot Hezbollah i Libanon och mot palestinska terroristgrupper.

## Utmärkelser
Human Rights Watch mottog 2007 Geuzenpenning.